# Iguazua costaricensis
Iguazua costaricensis är en skalbaggsart som beskrevs av Zdzisława Stebnicka och Paul E.Skelley 2005. Iguazua costaricensis ingår i släktet Iguazua och familjen Aphodiidae. Inga underarter finns listade i Catalogue of Life.